# 分子クラウディング

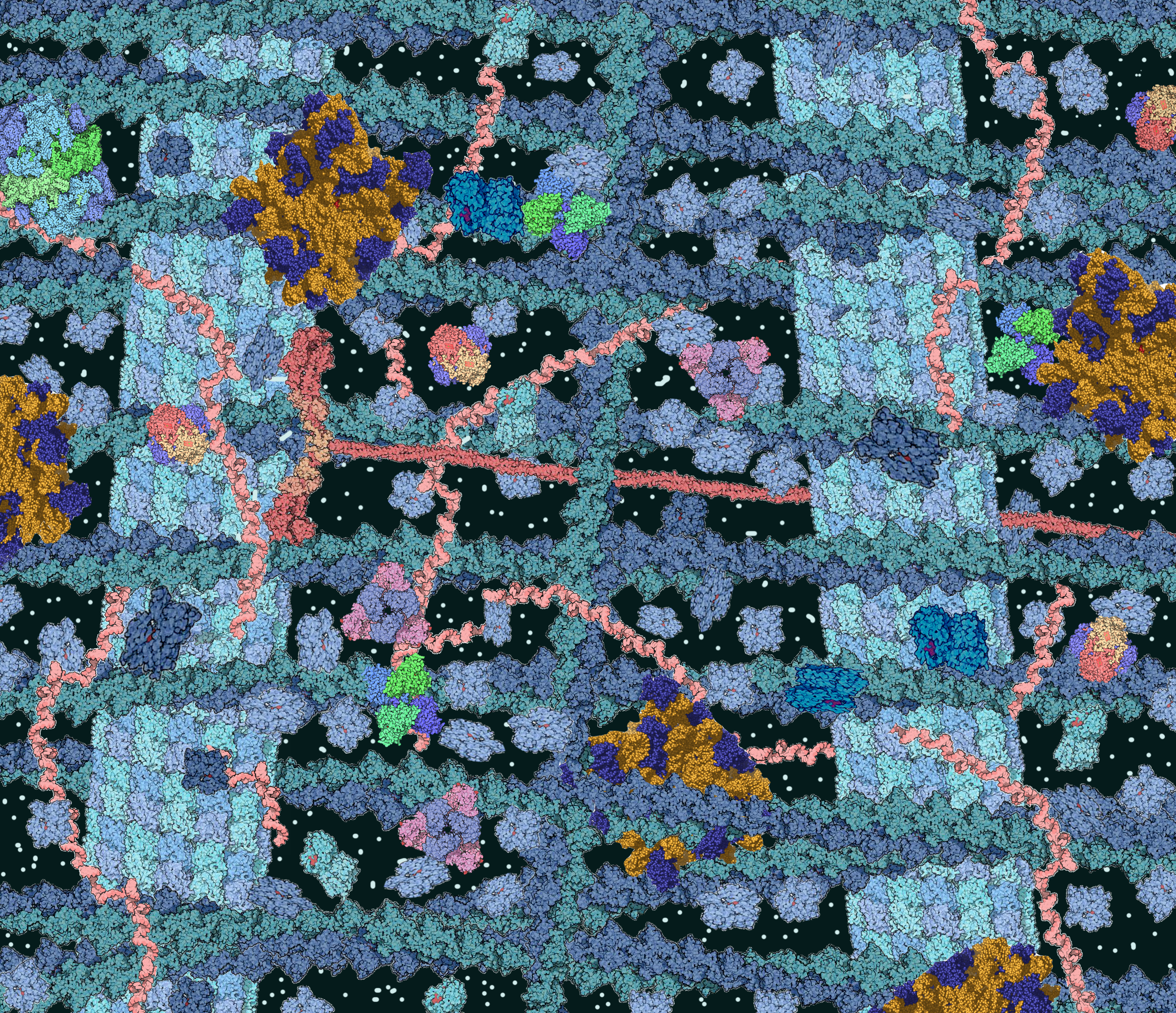
細胞質基質中での分子クラウディングの様子を示す模式図。微小管（水色）、アクチン（濃青）、リボソーム（黄色・紫色）、可溶性タンパク質（薄青）、キネシン（赤）、RNA（ピンク）、その他の低分子（白）。分子クラウディングはこれらの分子の性質を変化させる。

分子クラウディング、または高分子クラウディング（英：molecular crowding または macromolecular crowding）といわれる現象は、タンパク質などの高分子が高濃度である状態で、溶媒中の分子の性質が変化すること。高分子こみあいとも言う。以下、本稿では「（分子）クラウディング」や「込み合い（効果）」などと訳す。この状態は生物の細胞中では普通に見られる。例えば大腸菌の細胞質中の高分子濃度は 300-400mg/ml になる。分子クラウディングの状態になると、その高濃度により、溶媒内の高分子の占有体積が減少し、その結果として活量が増大する。
分子クラウディング効果により、細胞中の分子は、in vitro における挙動とは全く異なるふるまいをする可能性がある。それゆえ、実験室内で薄い溶液を使って酵素の特性や代謝のプロセスを測定すると、生存細胞内に見られる真の値より何桁も異なる場合がある。生化学的プロセスの研究は、実際に近い高濃度条件で行うことは非常に重要である。これはすべての細胞で普遍的な性質であるし、分子クラウディングこそが代謝の効率性の本質かもしれないからである。

## 原因と効果
細胞内は濃密な環境である。一例として大腸菌細胞は、体長約 2μm、直径約 0.5μm であるから、体積は約 0.6-0.7μm3 の体積を持つにすぎない。しかし、大腸菌は4288種のタンパク質を含み、そのうちの約1000種は容易に検出可能なレベルの濃度で存在している。それに加えて、様々な形態のRNAや染色体DNAも存在しているので、高分子の総合的な濃度は 300-400mg/ml に上る。真核生物の細胞内ではさらに細胞骨格を作るタンパク質フィラメントが込み合っており、この網が細胞質を小路のように分断している。

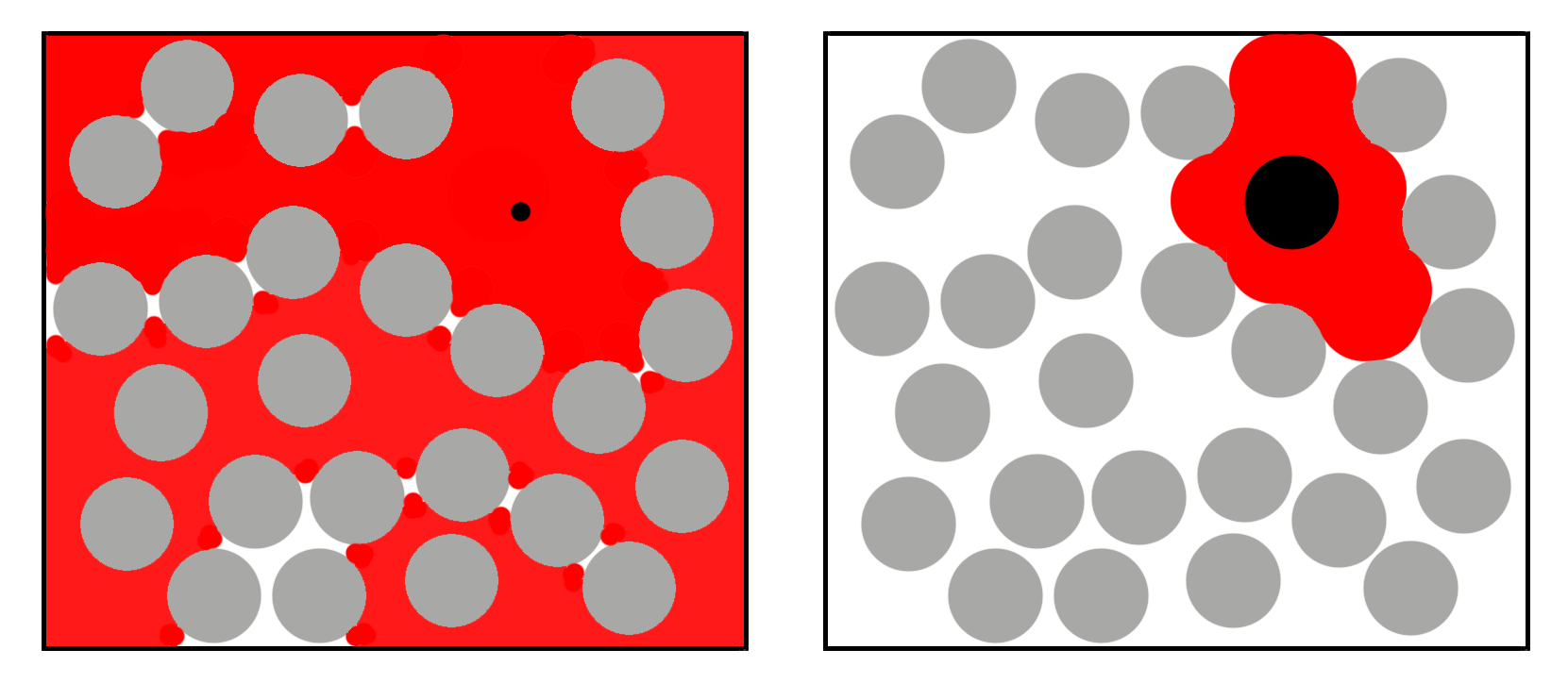
ある分子（黒丸）の大きさの違いによる、分子がアクセス可能な溶媒領域（赤色）の変化。灰色の丸は高濃度で存在する高分子を表す。このような差異は高分子の活量の変化をもたらす。

これら高分子高濃度状態は、細胞体積の大部分で生じている。そして高濃度により、それぞれの高分子の占有体積が縮小される。この排除体積効果により、高分子の影響濃度が増大し、そして反応率を変化させ、反応における平衡定数も変化する。特に、この効果によって、タンパク質のタンパク質複合体の形成や、DNA結合タンパク質のターゲット遺伝子への結合などの、特定の高分子会合が選択され、解離定数が変化する。触媒反応を起こす酵素の形態の変化により、込み合いは高分子だけではなく、小さな分子の反応も変化させる。
込み合い効果の程度は、関わる分子の分子量と形状の両方に依存する。しかし分子量の方がより重要であると考えられている。一般により大きい分子の方がより効果が強くなる。注目すべきなのは、効果の程度は非線形であることで、高分子はアミノ酸や単糖などの小さな分子よりも強くクラウディングの影響を受ける。従って分子クラウディングは、高分子が他の高分子の性質に影響を及ぼす効果であると言える。

## 重要性
分子クラウディングは生化学と細胞生物学において重要な効果である。例えば、込み合い効果によるタンパク質とDNAの相互作用の強度の増大が、転写やDNA複製の重要な鍵である可能性もある。込み合い効果はまた、鎌状赤血球症においてヘモグロビンの分離凝集プロセス、さらに細胞の容量変化反応にも働いていると言われる。
フォールディングにおける込み合い効果の重要性は、生物物理学において特に興味を持たれている。込み合い効果はタンパク質のフォールディングプロセスを促進する。小さく折りたたまれたタンパク質は、折りたたまれないタンパク質鎖より占有する体積が少なくなるからである。 しかしながら、込み合い効果は、タンパク質の凝集を促進することにより、正常に折りたたまれたタンパク質の割合を低下させる場合もあり得る。込み合い効果はまた、GroEL のようなシャペロンタンパク質の活性度を促進することもあり、これが折りたたみ効率の低下を相殺している可能性もある。
込み合い効果の重要性を示す例は、水晶体内部を満たしているクリスタリンファミリーに見ることができる。クリスタリン水晶体を透明に保つために、安定でかつ溶存態であることが必要である（クリスタリンの析出や凝集は白内障を引き起こす）。クリスタリンは水晶体内で、500 mg/ml を超える非常な高濃度になっており、込み合い効果は非常に強くなっている。大きな込み合い効果がクリスタリンの温度安定性をもたらし、それが変性への抵抗性を高めている。この効果によって、高温に対する水晶体の極めて高い耐性の一部を説明することができる。

## 研究
分子クラウディング効果のために、希薄溶液中での酵素アッセイや生物物理学的な測定技術は、細胞質基質中で行われている実際の状態を反映していない可能性がある。計測の正確性を高めるためには、一つは高濃度の細胞抽出物を使用して、細胞の内容をより自然な形で維持する方法がある。しかしながらこのような抽出物を使ったのでは、1つのプロセスを独立して研究することが非常に難しい。そのため、ポリエチレングリコールやフィコール(ficoll)などの不活性分子を高濃度に加えることで、込み合い効果を模倣し、純粋な反応を分析することがある。しかしながらこのような人工的代替物による込み合い効果は、かえって複雑な結果を招く場合がある。これらの分子の込み合いが、実験系の中でしばしば想定外の反応を起こすからである。